# La Liste (Blacklist)
Pour les articles homonymes, voir La Liste.
La Liste (Pilot) est le premier épisode de la première saison de la série Blacklist. Diffusé sur la chaîne NBC le 23 septembre 2013, il est écrit par Jon Bokenkamp, également créateur de la série, et réalisé par Joe Carnahan.
NBC a acheté les droits de The Blacklist à Sony Pictures Television en août 2012 et la production a obtenu le feu vert en janvier 2013. Les producteurs ont déclaré que le processus de casting était difficile. Ils ont d'abord offert le rôle masculin à Kiefer Sutherland avant que James Spader accepte le rôle trois jours avant le début du tournage. Bien que la série se déroule à Washington, le pilote a été principalement filmé dans le même studio de Manhattan où New York, police judiciaire a été filmé.
Dans cet épisode, l'ancien agent du gouvernement et fugitif le plus recherché Raymond Reddington (James Spader) se rend au FBI et offre de donner des informations sur les criminels avec lesquels il a travaillé en échange de la seule communication avec Elizabeth Keen, jeune profileuse du FBI (Megan Boone). Après que Reddington convainc Keen de travailler avec lui, ils travaillent pour capturer Ranko Zamani (Jamie Jackson), un terroriste présumé mort par le FBI.
La Liste a fait ses débuts dans la série pour la saison 2013-14. L'épisode a reçu des critiques généralement positives, avec plusieurs critiques faisant l'éloge de la représentation de Raymond Reddington par James Spader. Lors de sa première diffusion, La Liste a reçu une note de 3,8/10 sur l'Échelle de Nielsen avec 12,58 millions de téléspectateurs, ce qui en fait l'émission de télévision la mieux notée dans son créneau horaire et la onzième émission de télévision la plus regardée de la semaine.

## Résumé
L'un des hommes les plus recherchés du FBI, Raymond Reddington (James Spader), se rend au siège de l'agence à Washington afin de se rendre. Il a des informations sur un crime sur le point d'être perpétré par un terroriste serbe. Lorsque le Serbe est reconnu à l'aéroport par un logiciel d'identification faciale comme Ranko Zamani (Jamie Jackson), présumé mort, le chef de division répond aux demandes de Reddington afin d'obtenir son aide pour capturer Zamani. Reddington insiste pour travailler exclusivement avec Elizabeth Keen (Megan Boone), une jeune profileuse qui vient d'être embauché. Reddington en sait un peu plus sur Keen, qui la convainc, elle et le FBI, d'acquiescer à son plan. Zamani prévoit de kidnapper et de piéger la fille d'un général responsable de la destruction d'une usine d'armes chimiques qui a empoisonné la famille de Zamani.
Keen arrive en premier pour protéger la fille mais la perd dans un raid audacieux des forces de Zamani. Maintenant au courant de Keen, Zamani attaque son mari Tom dans leur maison, le blessant gravement. Keen note une marque tamponnée sur la main de l'homme et en déduit que l'attaque aura lieu dans un zoo. Reddington échappe brièvement à la garde pour rencontrer Zamani, révélant qu'à l'insu du FBI, il a orchestré le stratagème, ainsi que l'attaque contre Tom. Reddington enlève le dispositif de suivi et le place sur Zamani, ce qui aide le FBI à traquer et tuer ce dernier. Keen trouve la fille et une bombe dans son sac à dos. Reddington appelle un spécialiste du désamorçage de bombes pour désactiver la bombe, qui parvient à la désamorcer. Reddington dit à Elizabeth que son mari, avec qui elle essaie d'adopter un bébé, n'est pas ce qu'il semble être.
Revenant au FBI, Reddington leur propose de fournir des informations sur un certain nombre de dangereux criminels dans le monde, sa «liste noire», afin de commuer la peine et de travailler avec Keen. À la maison, pendant qu'elle enlève de la moquette tachée du sang de Tom, Keen découvre une boîte cachée contenant de l'argent, des passeports, et une arme à feu, tout appartenant à son mari. Elle confronte Reddington pour savoir ce qu'il sait et le regarde pendant que l'épisode se termine.

## Production

### Contexte
NBC a acheté les droits de Blacklist auprès de Sony Pictures Television en août 2012 et a donné son feu vert pour mettre en route la production d'un pilote en janvier 2013. Lors d'une présentation de NBC en mai 2013, il a été annoncé que The Blacklist a obtenu les meilleurs retours qualitatifs enregistrés par le network au cours de ces dix dernières années, selon les responsables de la chaîne à la presse.
Après avoir montré une projection de La Liste au Comic-Con, les producteurs ont révélé que leur inspiration pour The Blacklist  est venue de la capture de Whitey Bulger. Dans une interview avec Collider.com , le producteur exécutif John Eisendrath a déclaré:
« Alors, l'idée était : « Eh bien, qu'arrive-t-il si un homme comme Whitey Bulger s'est livré et a dit : « Je suis là. J'ai certaines règles que je veux que vous suiviez, mais si vous les suivez, je vous donnerai le ou les noms des personnes avec qui j'ai travaillé, au cours des 20 années où j'ai été un fugitif » Donc, il y avait une influence réelle qui a affecté la mise en forme du spectacle. Comment pouvez-vous mettre quelqu'un dans lequel vous ne faites pas confiance au centre d'une émission pour essayer de trouver des criminels ? ».

### Attribution des rôles
Eisendrath a déclaré que le processus de casting pour le pilote était difficile. En février 2013, Zap2it a rapporté que NBC offrait à Kiefer Sutherland le rôle principal de Raymond Reddington. Après avoir considéré d'autres acteurs pour le rôle, Einsendrath et Bokenkamp ont appelé James Spader pour voir s'il serait intéressé pour l'incarner. Se sentant confiant dans la compréhension du personnage par Spader, ils l'ont choisi trois jours avant le début du tournage.
Megan Boone a pris une semaine pour préparer son audition pour le rôle du profiler du FBI Elizabeth Keen. Après avoir été rappelé pour plusieurs auditions, Boone accepte le rôle en tant que principal féminin dans la série en mars 2013.

### Tournage
L'épisode a débuté la série pour être diffusé au cours de la saison 2013-14. Écrit par le créateur de série Jon Bokenkamp, Eisendrath a rejoint John Davis et John Fox de Davis Entertainment en tant que producteurs exécutifs tandis que Joe Carnahan réalisé l'épisode.
Bien qu'elle se déroule à Washington DC, la série est principalement tournée dans le même studio de Manhattan où New York, police judiciaire a été filmé pendant vingt ans. Le producteur Richard Heus a dit qu'ils ont choisi de filmer les emplacements spécifiques de Washington pour le pilote parce qu'ils étaient « des emplacements américains iconiques ». Ces endroits incluent le Lincoln Memorial, le Washington Monument et le National Mall. En mars 2013, NBC a filmé la scène de l'action de pont pour La Liste sur le Michael Valente Memorial Bridge à Long Beach. Comme il a fallu deux jours pour filmer cette scène, le trafic en direction nord a dû être dévié sur une voie du pont sud. NBC a couvert tous les coûts des heures supplémentaires et les frais de permis, car la scène comportait de nombreux effets spéciaux, tels que des incendies, de la fumée et des collisions de voitures.

## Réception

### Diffusion
La Liste est diffusée pour la première fois sur NBC le 23 septembre 2013 à 22 heures. L'épisode a obtenu une note de 3,8 sur 10 sur l'échelle de Nielsen avec 12,58 millions de téléspectateurs, ce qui en fait l'émission la mieux notée de son créneau horaire. La première de série était la onzième émission de télévision la plus regardée de la semaine et était le drama le plus évalué de 22 heures depuis Revolution le 17 septembre 2012. En outre, l'épisode a été vu par 5,696 millions de téléspectateurs en DVR dans les sept jours suivant sa diffusion initiale (pour un taux de 1,7), ce qui porte le total à 18,279 millions de téléspectateurs.
En France, le premier épisode est diffusé le 27 août 2014 sur TF1 à 20h55. Pour sa première diffusion, La Liste a été vu 7,6 millions de téléspectateurs, soit 32,7% de taux d'audience, ce qui lui permet de prendre la tête des audiences en première partie de soirée. Rediffusé le 21 avril 2015 en deuxième partie de soirée, l'épisode a attiré 1,37 million de téléspectateurs, soit 18,5% du public.

### Accueil critique
Les avis sur La Liste étaient généralement favorables. Jeff Jensen de Entertainment Weekly a donné à l'épisode un B +, qualifiant le spectacle de «conte d'aventure et d'action avec des méchants comploteurs et des méchants spirituelles». Hank Steuver du Washington Post a salué l'épisode pour avoir été « élégant et rapide » avec d'« intrigants rebondissements », mais a estimé qu'il n'y avait « pas beaucoup de motivation pour continuer à revenir ». Rob Owen du Pittsburgh Post-Gazette a estimé que le « changement de ton » dans l'épisode était « un peu brusque », mais a noté que « les téléspectateurs qui peuvent gérer les rebondissements seront intrigués ». James Poniewozika fait une critique mitigée de l'épisode, notant que le spectacle «s'annonce comme un show du mauvais gars de la semaine» et que son succès dépendra de «l'intérêt que les histoires de Reddington et de Keen suscitent». Matthew Gilbert du Boston Globe a dit que l'épisode était «élégant et rythmé avec expertise», en disant que «ce n'est jamais ennuyeux». Dorothy Rabinowitz du Wall Street Journal a donné une critique positive de l'épisode, en disant que l'épisode « atteint des niveaux de menace indéniablement satisfaisants ».
Plusieurs critiques ont salué la performance de James Spader en tant que Raymond "Red" Reddington dans cet épisode. Diane Werts de Newsday a qualifié Spader de « l'acteur le plus vorace de la télévision », mais a estimé qu'il était « le seul à avoir réellement [compris] le jouabilité de la série ». Mary McNamara du Los Angeles Times a dit que Spader était « la carte maîtresse » de l'épisode, notant que « le plaisir de se pâmer en regardant James Spader à travers des scènes et des paysages avec plaisir épicurien » était la « raison de regarder » le spectacle. Brian Lowry de Variety a dit que Spader était « le seul acteur qui soulève The Blacklist au-dessus de banal », en disant que Spader « n'a pas eu assez de temps à l'écran ». Maureen Ryan de The Huffington Post a salué la performance de Spader dans l'épisode.